# Brørup
Brørup är en tätort i Vejens kommun i Region Syddanmark i Danmark. Tätorten har 4 554 invånare (2024). Den ligger på Jylland, cirka 7,5 kilometer väster om Vejen. Brørup var centralort i Brørups kommun fram till kommunreformen 2007.